# فرح زينب عبد الله
فرح زينب عبد الله (بالتركية: Farah Zeynep Abdullah)‏ ممثلة تركية عراقية من مواليد 17 أغسطس 1989 في مدينة اسطنبول من أب عراقي وأم تركية. أنهت دراستها الثانوية نصفها في مدرسة فرنسية «سانت جوزيف» ثم انتقلت إلى انجلترا وأكملت الثانوية العامة هناك.
أوقفت دراستها الجامعية بسبب دورها في مسلسل «على مر الزمان» والذي يعتبر أول عمل تلفزيوني لها.
أما بعد انتهاء دورها في المسلسل، قالت الممثلة بأنها ستعود إلى إنجلترا لكي تنهي تعليمها الجامعي كما أنها تريد أن تعمل أكثر في حقل الموسيقى لأنها حاليا تلحن الموسيقى كهواية.

## النشأة
ولدت في 17 أغسطس (آب) لعائلة عراقية من مدينة كركوك.والدها تركماني عراقي وأمها تركية.لديها أيضًا جذور بوسنية أمومية. وانتقلت مع عائلتها في طفولتها إلى إسطنبول حيث التحقت بمدرسة الليسيه الفرنسية المعروفة بمدينة تقسيم. وسافرت مع عائلتها في سنوات الدراسة الثانوية إلى بريطانيا، ثم تابعت دراستها الجامعية في المسرح في لندن، قبل العودة لاسطنبول والشروع بالعمل الفني، بعد نيلها فرصة الانضمام لكادر مسلسل «على مر الزمان» أمام الممثل التركي أركان باتيكايا الذي يقدّم شخصية (القبطان علي)، والد إيلين.
وسرعان ما حدثت نقلة نوعية أخرى في حياتها؛ حينما اختارها المخرج والسينارست الشهير يلماز اردوغان، لأداء دور أمام الممثل كيفانش تاتليتوغ في الفيلم السينمائي حلم فراشة.

## تسميتها
وضحت فرح زينب بأن سبب تسميتها بهذا الاسم هو أن والديها كانا مختلفين في تسميتها، حيث أوضحت ان والدها كان يرغب تسميتها «فرح» تيمنًا بالامبراطورة فرح ديبا، بينما أرادت والدتها أن تُسمّيها «زينب»، وبما أنهما لم يتوصلا لحل توافقي، قررا اعطاءها الاسم المركب «فرح زينب».

## أعمالها
| السنة       | اسم العمل            | اسم العمل باللغة التركية | الدور           | ملاحظات                |
| ----------- | -------------------- | ------------------------ | --------------- | ---------------------- |
| 2010 - 2012 | على مر الزمان        | Öyle Bir Geçer Zaman ki  | آيلين           | أول مسلسل تلفزيوني لها |
| 2013        | حلم فراشة            | Kelebeğin Rüyası         | مديحة           | أول فيلم سينمائي لها   |
| 2014        | كورت سعيد وشورى      | Kurt Seyit ve Şura       | شورى            | مسلسل تلفزيوني         |
| 2014        | مشكلة صغيرة في ايلول | bi küçük Eylül meselesı  | إيلول           | فيلم سينمائي           |
| 2014        | إذا نسيت فاهمس       | Unutursam Fısılda        | آي بيري / خديجة | فيلم سينمائي           |
| 2016 - 2017 | السلطانة كوسيم       | Muhteşem Yüzyıl: Kösem   | الاميرة فاريا   | مسلسل تلفزيوني         |
| 2016        | التفاح الحامض        | Ekşi Elmalar             | معزز            | فيلم سينمائي           |
| 2018        | جوليزار              | Gülizar                  | جوليزار         | مسلسل تلفزيوني         |
| 2018        | عارف 216             | Arif V 216               | آجدا پيككان     | فيلم سينمائي           |
| 2018        | البطل                | Bizim İçin Şampiyon      | بيجوم أتمان     | فيلم سينمائي           |
| 2020        | شقة الأبرياء         | Masumlar Apartmanı       | انجي            | مسلسل تلفزيوني         |
| 2022        | بيرغن                | Bergen                   | بيرغن           | فيلم سينمائي           |
| 2023        | بيهتار               | Bihter                   | بيهتار          | فيلم لمنصة رقمية       |

## الجوائز
- 2011 جوائز أنطاليا للتلفزيون: أفضل ممثلة مساعدة عن دورها في مسلسل على مر الزمان
- 2013 جوائز صدري أليشيك للمسرح والسينما: أفضل ممثلة مساعدة عن دورها في فيلم حلم فراشة
- 2014 جوائز جمعية نقاد السينما: أفضل ممثلة مساعدة عن دورها في فيلم حلم فراشة
- 2015 جوائز نجوم العام المقدمة من جامعة يلديز التقنية: أفضل ممثلة للعام عن دورها في فيلم إن نسيت فاهمس
- 2015 جوائز الأفضل المقدمة من جامعة جالاتا ساراي: أفضل ممثلة سينما / تلفزيون عن دورها في فيلم إن نسيت فاهمس
- 2015 جوائز العدسة الذهبية: أفضل ممثلة سينمائية عن دورها في فيلم إن نسيت فاهمس
- 2017 جوائز صدري أليشيك للمسرح والسينما: جائزة خاصة من اللجنة المختارة عن دورها في فيلم التفاح الحامض
- 2022 جوائز مهرجان أنقرة السينمائي: جائزة تكريمية خاصة

## وصلات خارجية
- فرح زينب عبد الله على موقع IMDb (الإنجليزية)
- فرح زينب عبد الله على موقع روتن توميتوز (الإنجليزية)
- فرح زينب عبد الله على موقع قاعدة بيانات الأفلام العربية
- فرح زينب عبد الله على موقع ألو سيني (الفرنسية)
- فرح زينب عبد الله على موقع أول ميوزيك (الإنجليزية)
- فرح زينب عبد الله على موقع ديسكوغز (الإنجليزية)
- فرح زينب عبد الله على موقع قاعدة بيانات الفيلم (الإنجليزية)
- فرح زينب عبد الله على موقع كينوبويسك (الروسية)

- قاعدة بيانات الأفلام على الإنترنت (بالإنجليزية)
- صفحتها غير مؤكدة الرسمية لها  على فيسبوك. (بالتركية)
- فرح زينب عبد الله على السينما التركية (بالتركية)
- فرح زينب عبد الله على فان كانالد (بالتركية)
- فرح على فاي بيي (بالتركية)
- ووسداتيدوهو (بالإنجليزية)